# پائولو بارزمن
پائولو بارزمن (انگلیسی: Paolo Barzman) (زاده ۹ آوریل ۱۹۵۷) کارگردان و فیلم‌نامه‌نویس اهل کانادا است.
وی کارگردان فیلم‌هایی همچون شکارچی حرفه‌ای، انسان بودن، ماجراهای اسب سیاه و سیمون میلر چه کسی است؟ بوده است.